# پاتریس تالون
پاتریس تالون (انگلیسی: Patrice Talon؛ زادهٔ ۱ مهٔ ۱۹۵۸) بازرگان و سیاست‌مدار اهل بنین است. وی در انتخابات ماه مارس ۲۰۱۶ به عنوان رئیس جمهور بنین انتخاب شد.

تالون که به عنوان پادشاه پنبه شهرت دارد در انتخابات ریاست جمهوری سال‌های ۲۰۰۶ و ۲۰۱۱ از حامیان رئیس جمهور یایی بونی بود ولی در سال ۲۰۱۲ به دخالت در توطئه قتل بونی یایی متهم شد و به فرانسه گریخت. در سال ۲۰۱۴ و پس از اعلام عفو عمومی به بنین بازگشت و در انتخابات ریاست جمهوری ۲۰۱۶ نامزد شد و در دور دوم این انتخابات به عنوان ریاست جمهوری بنین انتخاب شد.